# Cu li không bao giờ khóc
Cu li không bao giờ khóc (tiếng Anh: Cu Li Never Cries) là bộ phim điện ảnh độc lập thuộc thể loại chính kịch ra mắt vào năm 2024 do đạo diễn người Việt Nam Phạm Ngọc Lân chỉ đạo kiêm biên kịch. Phim được sản xuất bởi Trần Thị Bích Ngọc và Nghiêm Quỳnh Trang (đồng biên kịch), bên cạnh đó nhà sản xuất Phan Đăng Di tham gia với vai trò giám đốc sáng tạo, cùng với sự tham gia diễn xuất của NSND Minh Châu, Hà Phương, Ngô Xuân An, Hoàng Hà, Cao Sang và Thương Tín.
Phim được công chiếu ngày 20 tháng 2 năm 2024 tại Liên hoan phim quốc tế Berlin lần thứ 74 ở hạng mục Panorama và sau đó đã giành giải GWFF dành cho Phim đầu tay xuất sắc nhất. Bộ phim sau đó sẽ được khởi chiếu tại các cụm rạp trên toàn quốc từ ngày 15 tháng 11 năm 2024 dưới sự phân phối độc quyền của CJ CGV Việt Nam.

## Nội dung
Câu chuyện về một phụ nữ lớn tuổi (Bà Nguyện - NSND Minh Châu) giữ chặt mối dây liên hệ với quá khứ và hai người trẻ tuổi (Vân - Hà Phương; Quang - Xuân An) đứng trước quyết định hôn nhân. Đời sống hiện tại và những dư âm phức tạp của lịch sử Việt Nam đan xen trong góc nhìn trầm mặc, chiêm nghiệm và thơ ca.

## Diễn viên
- NSND Minh Châu vai bà Nguyện
- Hà Phương vai Vân, cháu bà Nguyện
- Ngô Xuân An vai Quang
- Hoàng Hà vai người phục vụ tại Club Thiên Đường
- Cao Sang vai bạn thân Quang
- Tâm Anh vai bé Tâm Anh
- Thương Tín vai ông Sinh (bố của Quang)
- NSƯT Thanh Hiền vai bà Sinh (mẹ của Quang)
- Nguyễn Văn Thái vai ông trưởng họ
- NSƯT Quốc Tuấn vai đồng nghiệp cũ của bà Nguyện
- Kiều Trinh vai bà chủ cửa hàng sinh vật cảnh
- Phí Linh vai nhân viên tiệm trang sức

## Sản xuất
Cu li không bao giờ khóc được Phạm Ngọc Lân và Nghiêm Quỳnh Trang bắt đầu biên kịch từ năm 2016. Đây là kịch bản điện ảnh đầu tiên do Phạm Ngọc Lân chấp bút. Do đại dịch COVID-19, quá trình ghi hình phim bị trì hoãn nhiều lần. Cuối năm 2022, dự án được tái khởi động, tiến hành ghi hình tại Hà Nội, Hòa Bình, Phú Thọ và Hà Tĩnh. Trước đó vào năm 2017, dự án phim từng nhận tài trợ cho phát triển kịch bản tại Liên hoan phim quốc tế Rotterdam và nhận quỹ L'Atelier tại Liên hoan phim Cannes.
Năm 2019, 2 dự án phim Cu li không bao giờ khóc và Tro tàn rực rỡ được gửi đến Liên hoan phim quốc tế Locarno, dự án phim Cu li không bao giờ khóc sau đó giành 2 giải thưởng ARTE Kino International - Locarno Open Doors và Sørfond - Locarno Open Doors do SEAFIC (Southeast Asia Fiction Film Lab) tài trợ tại Liên hoan phim này.
Về chi phí sản xuất, Cu li không bao giờ khóc nhận được tài trợ từ các quỹ nghệ thuật và sự hỗ trợ của nhiều cá nhân tin tưởng vào ê kíp mà không yêu cầu hoàn trả, nên đạo diễn Phạm Ngọc Lân không chịu áp lực phải thu hồi vốn.
Đáng chú ý, Phạm Ngọc Lân quyết định chọn nữ diễn viên khuyết tật Hà Phương đóng vai Vân, giải thích cho việc này, đạo diễn cho hay khi thử vai không yêu cầu Hà Phương làm gì nhiều, nhưng qua vài buổi nói chuyện và xem những lúc sinh hoạt đời thường, thấy cô toát lên khí chất mạnh mẽ của một diễn viên nên quyết định đưa cô vào phim.
Về việc chọn cu li trong phim, đạo diễn cho biết cu li là loài sinh vật khiến anh thấy thú vị. "Cu li" là từ mượn tiếng Pháp (coolie) chỉ những người lao động cấp thấp, bị xã hội xem nhẹ - như các nhân vật chính trên phim. Tuy nhiên, "cu li" cũng là một từ có giá trị "muôn năm cũ", mà ngày hôm nay ít ai còn biết đến. Bản thân sinh vật là đại diện cho những giá trị truyền thống, tuy đáng quý, nhưng dần trở nên xưa cũ, khó tìm được chỗ đứng trong xã hội hiện đại. Bản thân con cu li trong phim là một mô hình được thiết kế kỳ công bởi các chuyên gia tại Úc. Lúc mới gặp "bạn diễn" đặc biệt của mình, NSND Minh Châu, diễn viên Hoàng Hà đôi phần lạ lẫm, có chút khó khăn trong tương tác. Do kích thước của con vật quá nhỏ, việc thiết kế là một thách thức, đòi hỏi thời gian kéo dài cả năm. Bên cạnh phần máy móc bên trong tạo “khung xương” và giúp cu li có thể cử động, lớp lông của cu li được gia công từ lông của một loài chuột ở địa phương. Đạo diễn và quay phim cũng sử dụng thêm kỹ thuật quay để bổ trợ cho hình ảnh của cu li trên màn ảnh rộng.

## Công chiếu
Tháng 2 năm 2024, bộ phim ra mắt công chúng lần đầu trong hạng mục Panorama tại Liên hoan phim quốc tế Berlin lần thứ 74 và giành giải thưởng "Phim đầu tay xuất sắc nhất" tại đây, qua đó trở thành bộ phim Việt Nam đầu tiên đoạt giải thưởng này. Giải thưởng được tài trợ với số tiền 50.000 Euro, hỗ trợ bởi GWFF (Gesellschaft zur Wahrnehmung von Film- und Fernsehrechten), một cộng đồng chuyên bảo vệ quyền điện ảnh và truyền hình tại Đức. Vào tháng 11 cùng năm, bộ phim chính thức ra mắt tại Việt Nam.
Khi ra mắt tại sự kiện ra mắt phim ở Hà Nội tối 12/11, đoàn phim sắp xếp một phòng chiếu khoảng 120 chỗ ngồi dành cho người khuyết tật. Đoàn phim cũng làm thêm một bản phim gắn phụ đề tiếng Việt bên cạnh bản phim gắn phụ đề tiếng Anh trước đó, để đảm bảo phục vụ được nhiều đối tượng khán giả hơn. Đạo diễn Phạm Ngọc Lân cho biết sau khi quan sát, anh nhận ra tiềm năng về sự tham gia và sức sáng tạo nghệ thuật của người khuyết tật. Anh và các cộng sự mong muốn được gặp gỡ và kết nối với họ.

## Đón nhận

### Đánh giá chuyên môn
Bộ phim nhận về đánh giá tích cực sau buổi công chiếu tại Liên hoan phim quốc tế Berlin. Matthew Joseph Jenner của Hiệp hội phê bình phim Cinephile Quốc tế đánh giá 3.5/5 sao và nhận định bộ phim "là một nỗ lực hấp dẫn, mang đến những hiểu biết sâu sắc về quá khứ, đặc biệt là về cách quá khứ ảnh hưởng và định hướng cho hiện tại, giúp làm sáng tỏ hoặc phức tạp thêm những thách thức không thể tránh khỏi của cuộc sống hiện đại". Đồng thời, Matthew cũng đánh giá bộ phim đã "tham gia vào một phong trào cách tân phát triển mạnh mẽ nhằm giới thiệu Việt Nam là quê hương của những nhà làm phim tài năng và sâu sắc" và nhận định bộ phim có mối liên hệ chặt chẽ về mặt hình ảnh và chủ đề với các tác phẩm của những người tiền nhiệm như Bên trong vỏ kén vàng hay Cha và con và... và Tro tàn rực rỡ. Ông cũng dành lời khen cho diễn xuất "đáng chú ý" của NSND Minh Châu khi nữ diễn viên gạo cội vào vai người dì "suy ngẫm về quá khứ và vượt qua những thách thức khi phải gạt đi những đau khổ về một người mà bà từng có mối quan hệ phức tạp". Cây bút Tobiasz Dunin từ chuyên trang Movie Pulse đánh giá tác phẩm hấp dẫn về mặt thị giác, có kỹ thuật quay tối giản, đa số là các cảnh tĩnh, giúp người xem đắm chìm vào câu chuyện. Dunin ghi nhận đây là cuốn phim đầu tay vững chắc, thơ mộng và quyến rũ. Nhà phê bình Susanne Gottlieb của trang Cineuropa nhận định, bộ phim mang đến cái nhìn mới về xã hội Việt Nam, tạo ra sự phản ánh đáng suy ngẫm về sự thay đổi của thời cuộc. Trên The Film Verdict, tác giả Clarence Tsui ghi nhận phim hấp dẫn, đẹp đẽ, khắc họa nỗi nhớ quá khứ của một người phụ nữ hưu trí cùng cảm giác bất định về tương lai của cặp tình nhân trẻ. Bên cạnh đó, màn hóa thân của dàn diễn viên cũng nhận nhiều lời “có cánh”.
Trang Universal Cinema đánh giá: "Bằng cách sử dụng ý niệm về thời gian và sự trở về, bộ phim mô tả câu nói 'Không ai tắm hai lần trên một dòng sông' một cách sâu sắc". Còn báo ICS nhận định: "Người xem được nhìn tận mắt văn hóa Việt Nam qua nhiều lăng kính. Sự mơ màng trở thành phần không thể thiếu, kết hợp những hình ảnh ấn tượng về mặt thị giác để tạo nên điều gì đó kỳ lạ nhưng hấp dẫn". Tác giả Kinh Quốc từ báo Tiền Phong nhận xét đây là bộ phim chậm rãi nhưng không hề nhẹ nhàng, khám phá chiều sâu về triết lý của ký ức, những tổn thương và cách mà con người phải học cách chung sống. Kết của phim đột ngột và dang dở, tựa như cái cách mà cuộc đời đôi khi kết thúc. Nỗi lo âu và sự khó khăn sẽ không có hồi kết, nó chỉ được truyền lại cho thế hệ mai sau. Thế nhưng nó không phải là di sản duy nhất mà người trẻ được nhận, đó còn là lòng tốt và sự thấu cảm mà con người dành cho nhau.
Đạo diễn Trần Anh Hùng đã nhận xét "Cu li không bao giờ khóc là một bộ phim lớn, u sầu về những điều đã mất trong cuộc đời chúng ta và sự thiếu vắng những thứ để mất. Phạm Ngọc Lân có cái nhìn nhân văn về dấu tích của quá khứ đã qua." Còn đạo diễn Charlie Nguyễn bình luận "Tác phẩm của Phạm Ngọc Lân mang đến những cảm xúc khan hiếm, khó tìm ở các phim khác của Việt Nam". Bản thân giám đốc sáng tạo phim Phan Đăng Di cho biết "Có lẽ đây là một trong những phim hay nhất của điện ảnh Việt. Bộ phim mang góc nhìn trong veo". Còn diễn viên Hồng Ánh cho hay "Tôi chưa thôi xúc động vì những vẻ đẹp đời thường mà bộ phim khắc họa, ấn tượng cách đạo diễn đưa những ca khúc tiền chiến, trữ tình của các thập niên trước vào phim một cách đầy thơ mộng như Thiên thai, Đất nước trọn niềm vui".
Tuy nhiên, mạch phim chậm, không có cao trào hay xung đột đôi lúc khiến khán giả khó theo dõi. Việc sử dụng màu sắc đen trắng gợi nhớ các tác phẩm cổ điển, nhưng giảm đi sự sống động của hình ảnh, cùng với nhiều pha chuyển cảnh mang phong cách cá nhân đạo diễn dễ khiến khán giả thấy khó bắt kịp nhịp. Ngoài ra, một số phân đoạn hài được lồng ghép có phần dài hơi, khiến vài đoạn hơi lan man.

### Giải thưởng và đề cử
| Năm  | Giải thưởng                                                  | Hạng mục                                                                                     | Đề cử                    | Kết quả   | Nguồn         |
| ---- | ------------------------------------------------------------ | -------------------------------------------------------------------------------------------- | ------------------------ | --------- | ------------- |
| 2024 | Liên hoan phim quốc tế Berlin lần thứ 74                     | Giải Panorama - Khán giả bầu chọn                                                            | Cu li không bao giờ khóc | Đề cử     | [ 18 ]        |
| 2024 | Liên hoan phim quốc tế Berlin lần thứ 74                     | Giải GWFF - Phim đầu tay xuất sắc nhất                                                       | Cu li không bao giờ khóc | Đoạt giải | [ 18 ]        |
| 2024 | Liên hoan phim quốc tế Las Palmas de Gran Canaria lần thứ 23 | Giải Lady Harimaguada de Oro - Phim xuất sắc nhất                                            | Cu li không bao giờ khóc | Đề cử     | [ 26 ] [ 27 ] |
| 2024 | Liên hoan phim quốc tế Las Palmas de Gran Canaria lần thứ 23 | Giải Màn trình diễn xuắt sắc nhất                                                            | Minh Châu                | Đoạt giải | [ 26 ] [ 27 ] |
| 2024 | Liên hoan phim quốc tế Jeonju lần thứ 25                     | Giải thưởng Lớn - hạng mục Cạnh tranh Quốc tế                                                | Cu li không bao giờ khóc | Đề cử     | [ 28 ] [ 29 ] |
| 2024 | Liên hoan phim quốc tế Jeonju lần thứ 25                     | Giải Phim xuất sắc nhất - hạng mục Cạnh tranh Quốc tế                                        | Cu li không bao giờ khóc | Đoạt giải | [ 28 ] [ 29 ] |
| 2024 | Liên hoan phim Châu Á Đà Nẵng                                | Phim hay nhất - Hạng mục phim châu Á dự thi                                                  | Cu li không bao giờ khóc | Đoạt giải | [ 30 ]        |
| 2024 | Liên hoan phim Châu Á Đà Nẵng                                | Đạo diễn xuất sắc nhất - Hạng mục phim châu Á dự thi                                         | Phạm Ngọc Lân            | Đề cử     | [ 30 ]        |
| 2024 | Liên hoan phim Châu Á Đà Nẵng                                | Diễn viên nữ chính xuất sắc nhất - Hạng mục phim châu Á dự thi                               | Minh Châu                | Đề cử     | [ 30 ]        |
| 2024 | Liên hoan phim Châu Á Đà Nẵng                                | Diễn viên nữ chính xuất sắc nhất - Hạng mục phim châu Á dự thi                               | Hà Phương                | Đề cử     | [ 30 ]        |
| 2024 | Giải Cánh diều                                               | Phim truyện điện ảnh                                                                         | Cu li không bao giờ khóc | Bằng khen | [ 31 ]        |
| 2024 | Giải Cánh diều                                               | Nữ diễn viên chính xuất sắc phim truyện điện ảnh                                             | Minh Châu                | Đề cử     | [ 31 ]        |
| 2024 | Liên hoan phim thử nghiệm quốc tế Bucharest lần thứ 14       | Giải thưởng BIEFF cho Phim truyện xuất sắc nhất - hạng mục Cạnh tranh Phim truyện quốc tế    | Cu li không bao giờ khóc | Đề cử     | [ 32 ]        |
| 2024 | Liên hoan phim thử nghiệm quốc tế Bucharest lần thứ 14       | Giải Ghi nhận Đặc biệt của Ban giám khảo                                                     | Cu li không bao giờ khóc | Đoạt giải | [ 32 ]        |
| 2024 | Liên hoan phim Mới FNC tại Montréal lần thứ 53               | Giải thưởng Sói Vàng cho Phim truyện xuất sắc nhất - hạng mục Cạnh tranh Phim truyện quốc tế | Cu li không bao giờ khóc | Đề cử     | [ 33 ] [ 34 ] |
| 2024 | Liên hoan phim Mới FNC tại Montréal lần thứ 53               | Giải thưởng của các nhà phê bình quốc tế của FIPRESCI (Liên đoàn Báo chí Điện ảnh Quốc tế)   | Cu li không bao giờ khóc | Đoạt giải | [ 33 ] [ 34 ] |
| 2024 | Liên hoan phim Quốc tế QCinema                               | Phim châu Á đầu tay xuất sắc do ban giám khảo NETPAC lựa chọn                                | Cu li không bao giờ khóc | Đoạt giải | [ 15 ]        |
| 2024 | Liên hoan phim Sharjah Film Platform                         | Phim truyện dài xuất sắc                                                                     | Cu li không bao giờ khóc | Đoạt giải | [ 35 ]        |
| 2024 | Liên hoan phim Quốc tế Kyiv "Molodist" lần thứ 53            | Phim truyện dài xuất sắc nhất - Hạng mục Cạnh tranh Phim truyện quốc tế                      | Cu li không bao giờ khóc | Đề cử     | [ 36 ] [ 37 ] |
| 2024 | Liên hoan phim Alternativa lần thứ 2                         | Giải thưởng Tiếng Nói Tương Lai (Future Voice)                                               | Cu li không bao giờ khóc | Đoạt giải | [ 38 ] [ 39 ] |
| 2024 | WeChoice Awards 2024                                         | Phim điện ảnh của năm                                                                        | Cu li không bao giờ khóc | Đề cử     | [ 40 ]        |